# Gabriel María de Pombo e Ybarra
Gabriel María de Pombo e Ybarra (Santander, 1878- 3 de marzo de 1969). Decano de los mayordomos de semana de Alfonso XIII y gran cruz de la Orden al Mérito Militar. Diputado provincial por Santander (Partido Conservador). Propietario rentista y accionista de la Compañía de Abastecimiento de Aguas de Santander.

## Biografía
Nació en el seno de una familia prócer montañesa, si bien en origen palentina y lucense, por la que se suceden empresarios, títulos del reino, escritores, artistas y sportsmen.

### Esbozo genealógico
I) Juan Pombo y Conejo, I Marqués de Casa Pombo. Alcalde de Santander (1867) y nombrado Hijo Adoptivo de esa Ciudad (1899). Empresario, socio fundador y primer presidente de la Junta de Gobierno del Banco Santander (1857). Casó con Florentina Villameriel y Blanco, natural como él de Frómista (Palencia). Fue uno de los mayores propietarios del Sardinero y promotor del veraneo en Santander. Está enterrado en el Panteón de Hombres Ilustres del cementerio de Ciriego. Hijos:
1. Dolores Pombo Villameriel
2. Arturo Pombo Villameriel II Marqués de Casa Pombo, banquero. Casó con María del Pilar Polanco y Bustamante.[3]
3. César Pombo Villameriel
4. José Pombo Villameriel
5. Everilda Pombo y Villameriel, casada con Teodosio Alonso y Pesquera del Barrio), I marqués de Alonso Pesquera (1896), Senador del Reino y Diputado a Cortes por Valladolid, Ingeniero de Caminos, Canales y Puertos.
6. Cayo, que sigue

II) Cayo Pombo y Villameriel, casado con Virginia Ybarra y Arrambarri. Hijos:
1. Juan Pombo e Ybarra (Santander, 1881 - Madrid, 1939). Ilustre aviador deportivo. Casó con su prima Consuelo Alonso-Pesquera y Pombo, hija de los primeros Marqueses de Alonso Pesquera. Con sucesión.
2. Cayo Pombo e Ybarra (Santander, 1875- Santander, 1939). Casó  con Ana Caller Donesteve con la que tuvo tuvo dos hijos: Cayo Pombo Caller, casado con su prima Pilar García de los Ríos y Caller (padres del laureado literato (Premios Nacional de Narrativa, Planeta y Nadal), Académico de la Real Academia Española y político Álvaro Pombo, y Álvaro Pombo Caller, muerto en el buque-prisión Alfonso Pérez en diciembre de 1936 en Santander.
3. Fernando Pombo e Ybarra
4. Virginia Pombo e Ybarra
5. Gabriel, que sigue

III) Gabriel María de Pombo e Ybarra. Casó con Luz Quintanal y Saráchaga. Hermana de Fernando Quintanal y Saráchaga, Diputado Provincial y Decano del Ilustre Colegio de Abogados de Santander y de Ángeles Quintanal y Saráchaga, casada con el Dr. Manuel Sánchez-Saráchaga y Rioz Presidente del Ilustre Colegio Oficial de Médicos de Santander. Hijos: Cayo, Luz, Clara, Virginia, Gabriel y Rosario.

### Fundaciones y presidencias
Pombo tuvo una muy activa presencia en la vida social y cultural de Santander. Fundó y/o presidió las siguientes instituciones: 
- Círculo de Recreo, Presidente de Honor.
- Sociedad Filarmónica, fundador (1908).
- Real Sociedad Española de Historia Natural. Sección Santander, fundador Vicepresidente (1909).
- Ateneo de Santander, Fundador y presidente (1914-1932; 1934-1936). Presidente de Honor (1933)
- Real Sociedad de Tenis Fundador y presidente (1910-1936).
- La Revista de Santander, cofundador (1930)[7]

Además fue elegido:
- Escuelas Cristianas de Deusto, patrono.
- Colegio de Médicos de Santander, miembro honorario.

### Publicaciones
- Estudio psico-fisiológico acerca de las Emociones. Ed. José Ma. Cimiano (Santander, 1916)[8]
- Ensueño de estío, obra dramática (1906).
- Absoluto relativismo, conferencia.

### Distinciones
- Decano de los Mayordomos de semana de S.M. (Alfonso XIII)
- Caballero Gran Cruz de la Orden al Mérito Militar